# 高尾一生
高尾 一生は日本の俳優。

## 出演

### テレビ
- 大河ドラマ
  - 黄金の日日
  - 武田信玄 - 門番
  - 太平記 - 大平惟行
- 火曜サスペンス劇場
  - 森村誠一の途中下車
  - 森村誠一の結婚株式会社
  - 森村誠一の怒りの樹精
- 異次元をかける少女
- 土曜ワイド劇場
  - 花ふぶき女スリ三姉妹5
  - 熱海芸者連続殺人事件! 未亡人探偵
  - 狙われた花嫁 雪の北陸路
  - タクシードライバーの推理日誌18
- 月曜ドラマスペシャル ヒデとロザンナ物語 愛の奇跡
- 金曜エンタテイメント
  - おばさんデカ 桜乙女の事件帖2
  - 変なお父さん
- はみだし刑事情熱系5
- ウルトラマンコスモス 第18話（2001年） - 作業員
- 仮面ライダーシリーズ
  - 仮面ライダー龍騎 第41話（2002年） - 車の持ち主
  - 仮面ライダー555 第46話（2003年） - スマートブレイン社役員
- 相棒 第11、12話（2002年） - 田口猛
- 愛するために愛されたい
- 盲導犬クイールの一生
- ケータイ刑事シリーズ
  - ケータイ刑事 銭形舞
  - ケータイ刑事 銭形零 2ndシリーズ
- 奥さまは魔女
- 魔法戦隊マジレンジャー 第8話
- 87% - 私の五年生存率
- 特命!刑事どん亀
- CAとお呼びっ!
- 恋する日曜日（第3シリーズ）
- 帰ってきた時効警察
- ハリ系
- 月曜ゴールデン 弁護士 一之瀬凛子1
- その男、副署長 season2 - 坂口伸夫

### CM
- スタッフサービス

| スタブアイコン | サブスタブ | この項目は、まだ閲覧者の調べものの参照としては役立たない、俳優（男優・女優）に関連した書きかけの項目です。この項目を加筆・訂正などしてくださる協力者を求めています（P:映画/PJ芸能人）。 |